# Steinheim (Westfalia)
Steinheim (pronunciación en alemán: /ˈʃtaɪ̯nˌhaɪ̯m/ⓘ) es una ciudad en el estado alemán de Renania del Norte-Westfalia. Se encuentra en el distrito de Höxter, a 35 km al este de Paderborn. Cuenta con más de 13.500 habitantes.

## Historia
La primera mención de Steinheim data del tiempo verso 970. En 1275 recibía el derecho de ciudad. Hasta la secularización de 1802/03 Steinheim pertenecía al principado eclesiástico de los obispos de Paderborn (Hochstift Paderborn). Desde el Congreso de Viena era una ciudad en la provincia prusiana de Westfalia. Después de la Segunda Guerra Mundial pertenece a Renania del Norte-Westfalia.

## Composición
| Barrio      | Habitantes |
| ----------- | ---------- |
| Bergheim    | 1.114      |
| Eichholz    | 260        |
| Grevenhagen | 259        |
| Hagedorn    | 111        |
| Ottenhausen | 557        |
| Rolfzen     | 445        |
| Sandebeck   | 887        |
| Steinheim   | 8.619      |
| Vinsebeck   | 1.343      |
| Total       | 13.595     |

## Ciudades hermanadas
Steinheim tiene cuatro ciudades hermanadas en la Unión Europea: Haukipudas ( Finlandia), Busko-Zdrój ( Polonia), Szigetszentmiklós ( Hungría) y Specchia ( Italia).

## Personalidades
- Hermann Tulichius (ca. 1486–1540), teólogo, pedagogo y reformador
- Reiner Reineccius (1541–1595), historiador

## Enlaces externos

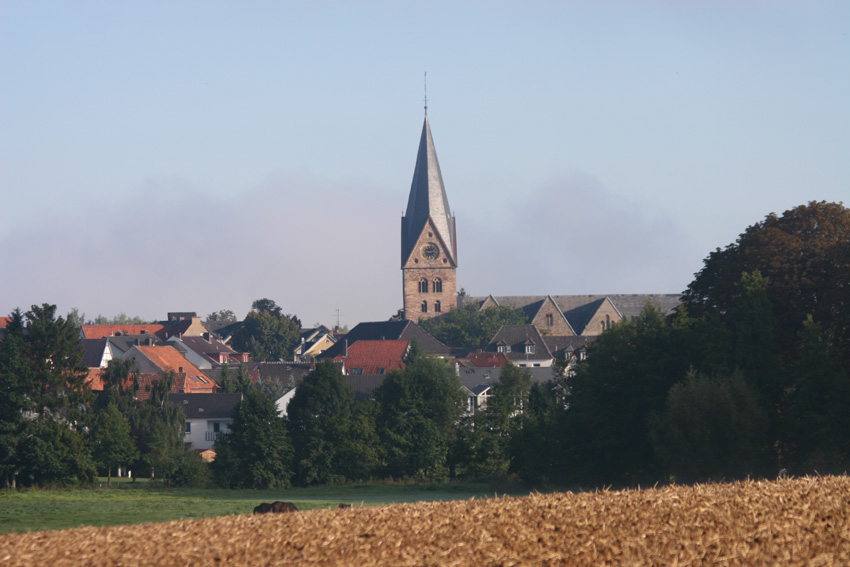
Steinheim con la iglesia católica de Santa María.